# Chlamydomonas reinhardtii
Chlamydomonas reinhardtii là một loài tảo trong họ Chlamydomonadaceae, thuộc chi Chlamydomonas. Chlamydomonas reinhardtii là một loại tảo xanh đơn bào có đường kính khoảng 10 micromet bơi với hai lá cờ. Nó có một thành tế bào làm từ glycoprotein giàu hydroxyproline, lục lạp hình cốc lớn, pyrenoid lớn và hốc mắt cảm nhận ánh sáng. Các loài Chlamydomonas phân bố rộng khắp thế giới trong đất và nước ngọt. Chlamydomonas reinhardtii là một sinh vật mô hình sinh học được nghiên cứu đặc biệt, một phần do dễ nuôi cấy và khả năng điều khiển di truyền của nó. Khi được chiếu sáng, C. reinhardtii có thể phát triển quang hóa, nhưng nó cũng có thể phát triển trong bóng tối nếu được cung cấp carbon hữu cơ. Về mặt thương mại, C. reinhardtii được quan tâm để sản xuất dược phẩm sinh học và nhiên liệu sinh học, cũng là một công cụ nghiên cứu có giá trị trong sản xuất hydro

## Hình ảnh

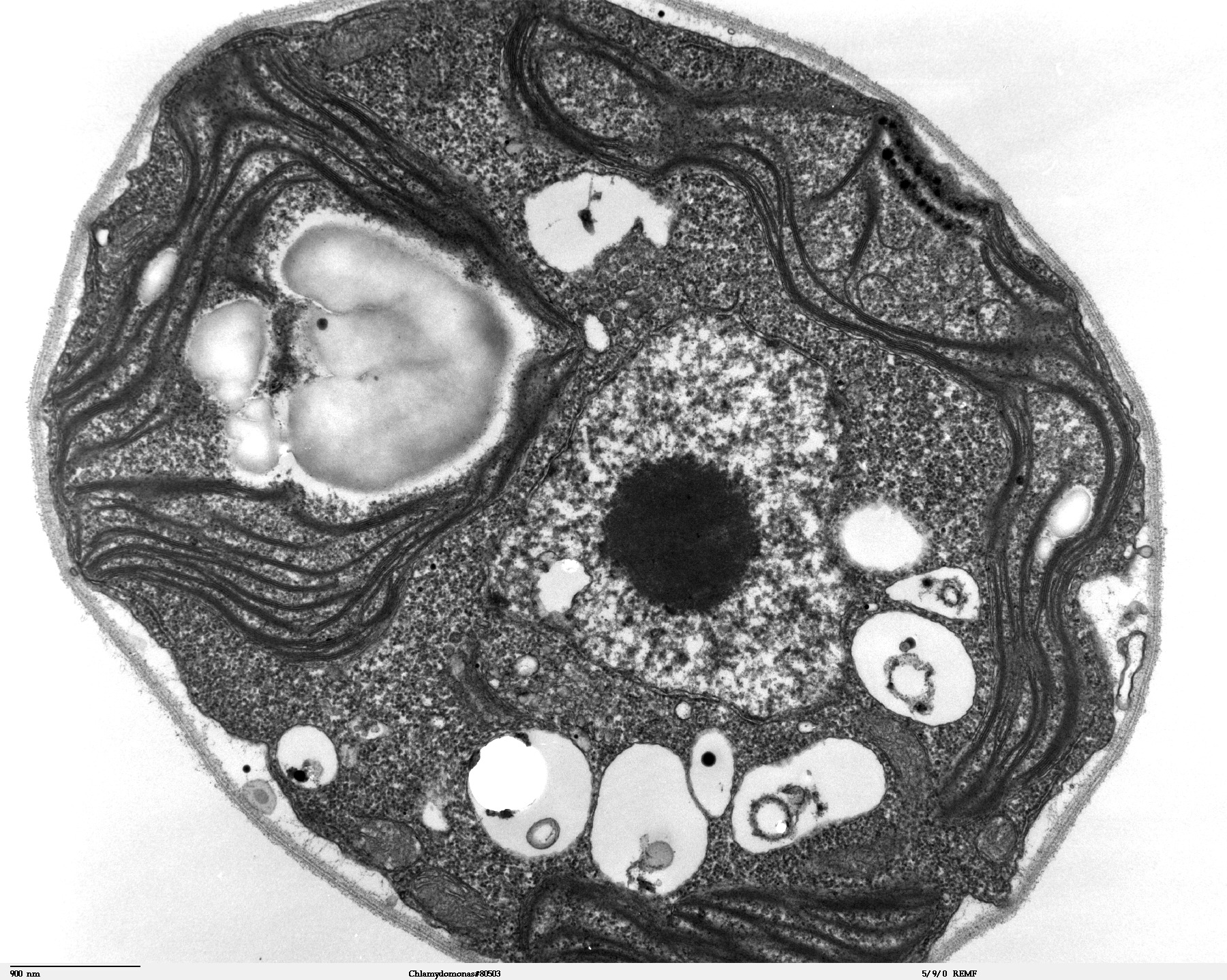
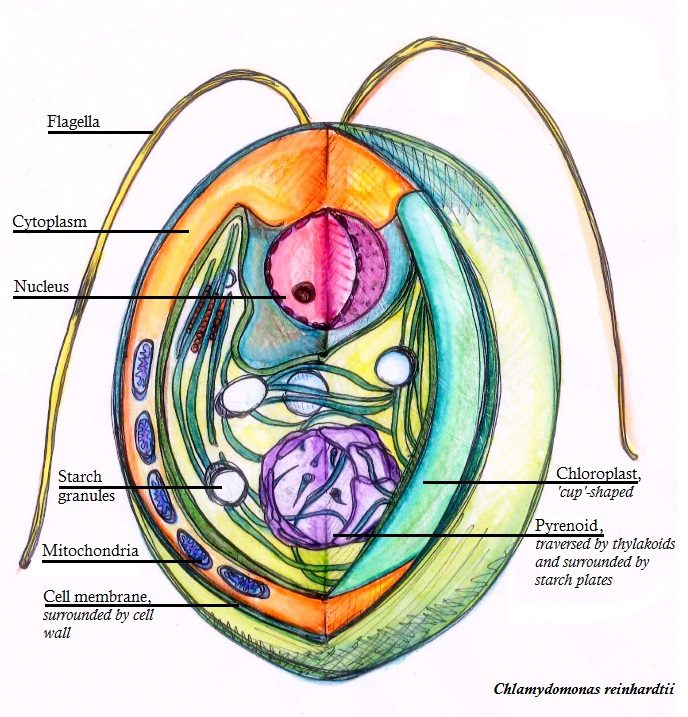
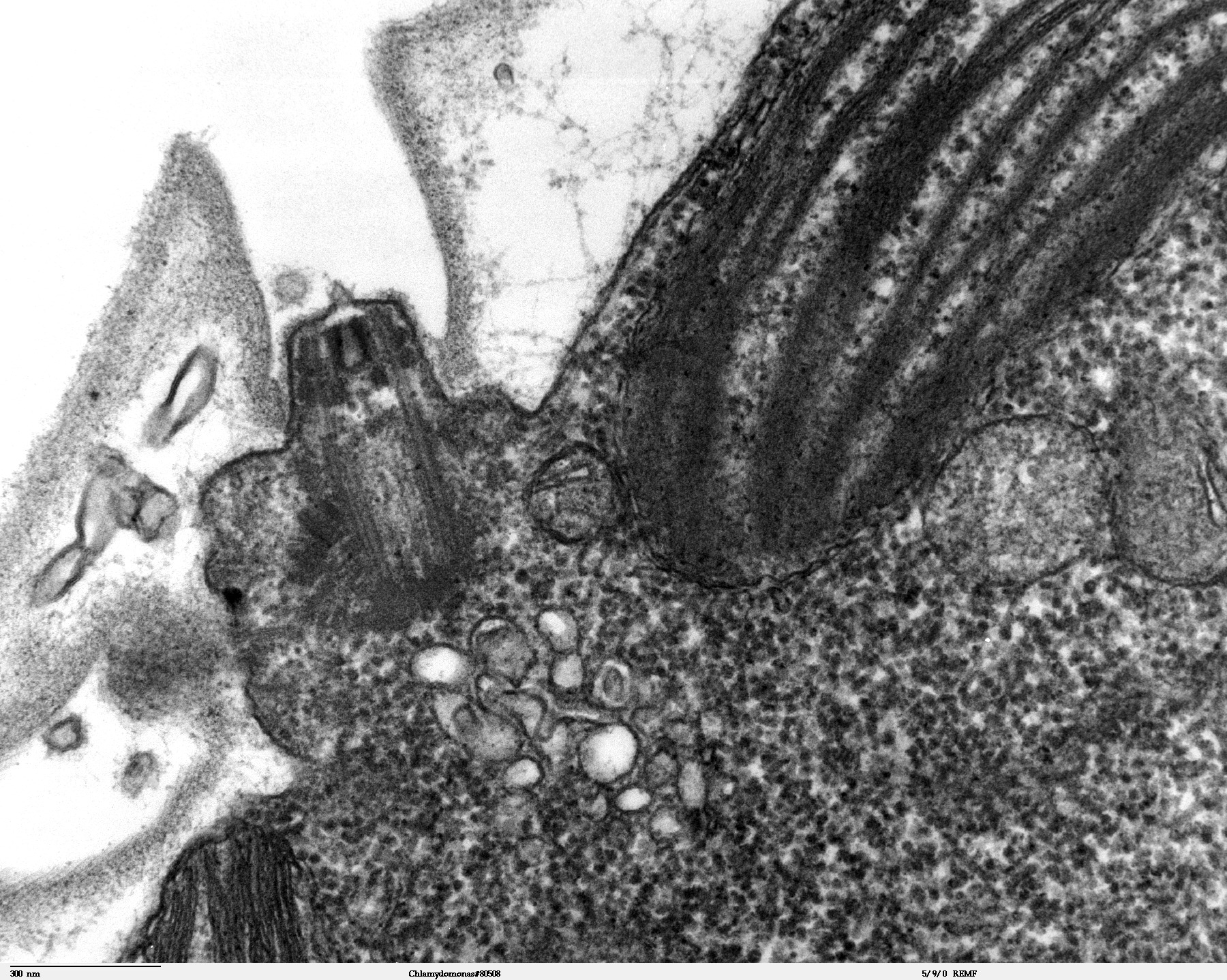